# Karl-Fredrik Svärdström
Karl-Fredrik Svärdström, född 1 mars 1908 i Falun, död 4 oktober 1989 i Bjursås församling, var en svensk jordbruksekonom.
Karl-Fredrik Svärdström var son till köpmannen Johan Fredrik Svärdström. Han avlade studentexamen i Falun 1926 och utexaminerades från Vassbo lantbruksskola i Dalarna 1928, Ultuna lantbruksinstitut 1930 och Handelshögskolan i Stockholm 1933. 1933–1935 var han assistent hos lantbruksrådet Miles von Wachenfelt i London och studerade som handelsstipendiat i Storbritannien, Frankrike och Belgien. Han var 1935–1939 tillförordnad byrådirektör i Lantbruksstyrelsen och tillhörde 1940–1945 Statens livsmedelskommission, där han biträdde med utredningar på konsumtionsavdelningen och övervakade redovisningen av inköpskort. 1945 knöts han till utredningsavdelningen i Sveriges lantbruksförbund, Stockholm och från 1949 var han förbundets sakkunnige i frågor rörande utrikeshandeln och utvecklingen av jordbrukarnas organisationssträvanden. Svärdström blev 1942 speciallärare och 1946 docent i marknadslära vid Lantbrukshögskolan och var från 1949 professor där i detta ämne. 1948 invaldes han i Lantbruksakademien. Svärdström deltog i det internationella samarbetet på jordbrukets område inom Förenta Nationernas Food and Agriculture Organization, International Federation of Agricultural Producers och Nordens bondeorganisationers centralråd. Inom Sverige ägnade han sig åt utvecklingen av jordbrukarnas ekonomiska föreningsrörelse. Svärdström avlade reservofficersexamen 1929 och blev kapten i Göta artilleriregementes reserv 1941.